# Otto de Ballenstedt
Otto de Ballenstedt, supranumit cel Bogat (d. 9 februarie 1123) a fost primul principe din familia Ascanienilor care a guvernat în Anhalt și care, pentru scurtă vreme, a fost și duce de Saxonia.

## Biografie
Otto a fost fiul mai mare al contelui Adalbert al II-lea de Ballensetdt cu Adelida, fiică a margrafului Otto I de Meissen. După moartea socrului său, Magnus de Saxonia din 1106, Otto a moștenit o parte a proprietăților acestuia din Saxonia, nutrind speranța de a-i succede acestuia ca duce, în virtutea căsătoriei sale cu fiica acestuia, Eilika de Saxonia. Cu toate acestea, titlul de duce a revenit viitorului împărat Lothar de Supplinburg. În 1112, după ce Lothar a fost proscris, Otto a fost numit ca duce de Saxonia de către împăratul Henric al V-lea. Însă pe parcursul aceluiași an, el a intrat în dispută cu împăratul și a fost nevoit să renunțe la titulatura ducală. De această dată, s-a aliat cu Lothar, pe care l-a ajutat să îl înfrângă pe contele Hoyer I de Mansfeld, care primise titlul de Duce de la împărat în 1115.
În luptă cu slavii, Otto a cucerit de la aceștia Zerbst și Salzwedel și și-a menținut loialitatea față de Lothar când acesta a devenit rege romano-german în 1125. De asemenea, Otto a  revendicat comitatul de Weimar-Orlamünde, pe care îl pretindea ca drept al mamei sale.
Otto a fost tatăl lui Albert Ursul, cel care mai târziu va cuceri Brandenburg de la slavi, devenind astfel primul margraf al acestei Mărci.

## Familia
Căsătorit cu Eilika, fiica ducelui Magnus de Saxonia înainte de 1095, Otto a avut cu aceasta doi copii:
- Albert (n. 1100–d. 1170),
- Adelida (d. 1139), căsătorită cu contele Henric al IV-lea de Stade și apoi, în 1139, cu contele Werner de Osterburg.